# Kosovska divizija (Kraljevina Jugoslavija)
Kosovska divizija je bila pehotna divizija Vojske Kraljevine Jugoslavije, ki je bila uničena med aprilsko vojno.
Divizijski štab je bil nastanjen v Prištini.

## Organizacija
1. september 1939
- štab (Priština)

- 24. pehotni polk (Kosovska Mitrovica)
- 30. pehotni polk (Prizren)
- 31. pehotni polk (Priština)
- 56. pehotni polk (Đakovica)
- 12. samostojni artilerijski divizion (Kosovska Mitrovica)
- 28. artilerijski polk (Priština)